# 库皮诺农村居民点
库皮诺农村居民点（俄语：Купинское сельское поселение）是俄罗斯联邦别尔哥罗德州舍别基诺区所属的一个农村居民点。其下辖有9个居民点，行政中心为库皮诺。据2016年统计，该农村居民点的人口为4036人。